# Isla Bruny

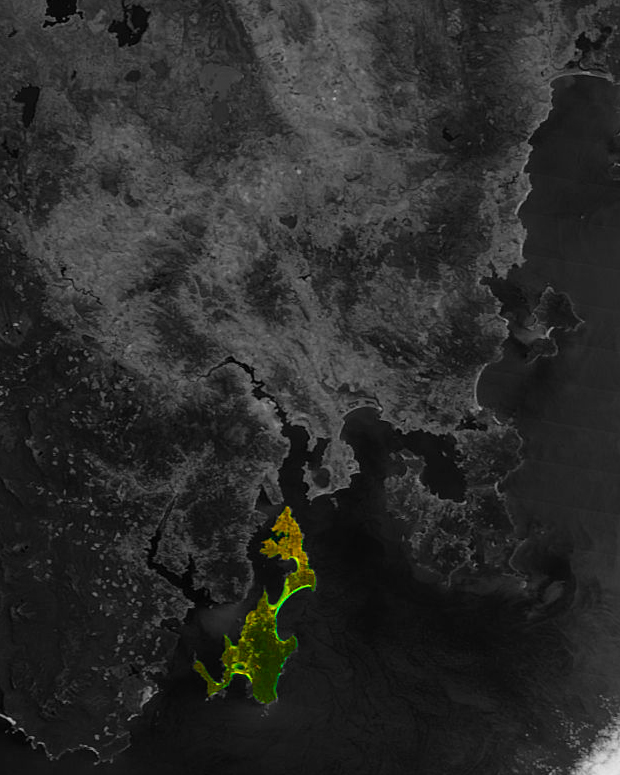
Imagen satelital de la isla Bruny, destacada en color

La isla Bruny se encuentra frente a la costa oriental de Tasmania (Australia) y pertenece al estado homónimo. Su nombre aborigen es Lunawanna-alonnah. Separada de la isla principal por el canal d'Entrecasteaux, ambos accidentes geográficos reciben su nombre en honor del almirante francés Bruni d'Entrecasteaux. Está conectada con el pueblo de Kettering mediante un ferry.
En 2004 contaba con una población permanente de aproximadamente 620 habitantes. Una de las principales actividades económicas es el turismo.

## Geografía
Se trata realmente de dos islas unidas por un istmo arenoso de unos seis kilómetros de longitud y cien metros de anchura en su punto más estrecho. La longitud de la isla, de nordeste a suroeste, es de unos 48 kilómetros. La costa occidental da al canal d'Entrecasteaux, mientras que la oriental forma el borde occidental de Storm Bay en su zona más septentrional y más al sur limita con el mar de Tasmania. El punto más meridional de la isla recibe el nombre de Tasman's Head. Al este del istmo se encuentra la bahía Adventure Bay, delimitada al norte y al sur por los cabos Cape Frederick Henry y Fluted Cape, respectivamente.

## Medio ambiente
La isla en su totalidad es considerada un área importante  para la conservación de las aves por BirdLife International. Asimismo, en la zona meridional se encuentra parque nacional del sur de Bruny en cuyo territorio está el faro de Cape Bruny, erigido en 1838.

## Historia
Ya visitada por Tobias Furneaux en 1773 y William Bligh en 1788, Bruni d'Entrecasteaux le dio nombre en 1792. El aventurero danés Jørgen Jørgensen llevó a cabo actividades balleneras en la isla en 1826. Truganini, una de las últimas aborígenes de Tasmania, nació en este lugar.